# Sery, Yonne
Sery är en kommun i departementet Yonne i regionen Bourgogne-Franche-Comté i norra Frankrike. Kommunen ligger i kantonen Vermenton som tillhör arrondissementet Auxerre. År 2022 hade Sery 76 invånare.

## Befolkningsutveckling
Antalet invånare i kommunen Sery
| Referens: INSEE |